# Maria Flor
Maria Flor Leite Calaça (Rio de Janeiro, 31 de agosto de 1983) é uma atriz brasileira.

## Biografia
Maria Flor nasceu em Laranjeiras, Rio de Janeiro. Ela é filha de Renato Calaça, técnico de áudio para cinema e de Márcia Leite, que é roteirista. Casada com o escritor filósofo Emanuel Aragão desde 2017.

## Carreira
Maria Flor inicou seus trabalhos artísticos em 2003, atuando no seriado teen Malhação, onde deu vida à rebelde Regina, melhor amiga e cúmplice nas armações da vilã Carla. Em 2004 participou na refilmagem de Cabocla, interpretando a caipira Tina, que é apaixonada por Tomé, marido de Rosa, sua irmã que fugiu com outro homem. Nesse mesmo ano, estreou no cinema com o filme Diabo a Quatro. Também teve participações nos filmes Cazuza - O Tempo Não Pára e Quase Dois Irmãos. Em 2005 participou de Belíssima, no papel da jovem prostituta Taís, vítima do tráfico de mulheres na Grécia. No ano seguinte, participou do filme Proibido Proibir.
Em 2007 interpretou sua primeira mocinha em novelas, a Nina de Eterna Magia, que disputou o amor do homem que amava, Conrado, com a própria irmã, Eva. Na trama, após muitas armações, Eva consegue casar-se com Conrado, porém, anos mais tarde, descobre estar doente e acredita que esse seja um castigo recebido pelas suas maldades. Na tentativa de redimir-se e curar seu lado espiritual, resolve reaproximar Conrado e Nina. Também nesse ano, fez o filme Podecrer!.
Em 2008 viveu a jovem atriz Kátia na versão brasileira da série canadense Slings and Arrows, Som & Fúria, lançada no final do primeiro semestre de 2009. Ainda em 2008 gravou o piloto da série Aline, em que interpreta a personagem título, baseada nas histórias em quadrinhos, exibido na programação de final de ano da Globo desse ano. Em 2009 a atração entrou para a grade fixa da emissora, sendo exibida a partir do segundo semestre.
No início de 2010 dedicou-se às filmagens do filme O Bem-Amado, baseado na peça, na novela e na série homônima. Enquanto isso, na TV, prepara seu retorno para o segundo semestre, quando estreia a segunda temporada de Aline. Em 2011, Maria Flor participou do filme do diretor Fernando Meirelles, 360. Em 2012 participa do seriado As Brasileiras, protagonizando o episódio "A De Menor do Amazonas". Ainda em 2012, produz e protagoniza a série do Multishow, Do Amor.
Em 2014 dirige a série do Multishow, Só Garotas. No segundo semestre de 2014, interpreta a psicóloga Camila no remake de O Rebu. Fez parte do elenco de Sete Vidas, como a mergulhadora Taís. Até o final do mês de março de 2017, fez a DJ Flávia em A Lei do Amor. Em 2016 participou do longa-metragem Pequeno Segredo, ao lado de Julia Lemmertz, Marcello Antony e Mariana Goulart.

## Filmografia

### Televisão
| Ano  | Título            | Papel                               | Nota                                     |
| ---- | ----------------- | ----------------------------------- | ---------------------------------------- |
| 2003 | Malhação          | Regina Portobelo (Rê)               |                                          |
| 2004 | Cabocla           | Cristina de Oliveira Pinto (Tina)   |                                          |
| 2005 | Sitcom.br         | Namorada                            | Episódio: "Amor Sem Palavras"            |
| 2005 | Belíssima         | Taís Junqueira Güney                |                                          |
| 2007 | Eterna Magia      | Marina Rosa O'Brian Sullivan (Nina) |                                          |
| 2008 | Casos e Acasos    | Fernanda                            | Episódio: "A Prova, a Namorada e a Isca" |
| 2009 | Som & Fúria       | Kátia                               |                                          |
| 2009 | Aline             | Aline da Silva Rodrigues            |                                          |
| 2011 | Todo Mundo        | Apresentadora                       |                                          |
| 2012 | As Brasileiras    | Shirley                             | Episódio: "A De Menor do Amazonas"       |
| 2012 | A Grande Família  | Juliana Rebouças                    | Episódio: "Os Bons Selvagens"            |
| 2012 | Do Amor           | Lulu                                | Também como diretora                     |
| 2014 | Só Garotas        | —                                   | Como diretora e roteirista               |
| 2014 | O Rebu            | Camila Martins                      |                                          |
| 2015 | Sete Vidas        | Taís Medeiros                       |                                          |
| 2016 | A Lei do Amor     | Flávia Meloni Teixeira Bezerra      |                                          |
| 2017 | Cidade Proibida   | Lupi Veiga                          | Episódio: "Caso Lupi"                    |
| 2018 | 3%                | Samira                              | Temporada 2                              |
| 2019 | Carmen Sandiego   | Carmen Sandiego (voz)               | Dublagem                                 |
| 2019 | Irmãos Freitas    | Letícia                             |                                          |
| 2021 | Os Ausentes       | Maria Júlia                         |                                          |
| 2024 | Garota do Momento | Anita Pacheco                       |                                          |

### Cinema
| Ano  | Título                         | Papel                     | Nota           |
| ---- | ------------------------------ | ------------------------- | -------------- |
| 2004 | O Diabo a Quatro               | Rita de Cássia / Mistery  |                |
| 2004 | Cazuza - O Tempo Não Pára      | Garota de Bauru           |                |
| 2004 | Quase Dois Irmãos              | Juliana                   |                |
| 2006 | Proibido Proibir               | Letícia                   |                |
| 2007 | Podecrer!                      | Carol                     |                |
| 2008 | Chega de Saudade               | Bel                       |                |
| 2010 | O Bem-Amado                    | Violeta Paraguaçu         |                |
| 2010 | Corps Diplomatique             | Julieta                   |                |
| 2010 | A Suprema Felicidade           | Deise                     |                |
| 2012 | 360                            | Laura                     |                |
| 2012 | Xingu                          | Marina Villas Bôas        |                |
| 2012 | A Galinha que Burlou o Sistema | Galinha                   | Dublagem       |
| 2012 | O Colecionador                 | Ana                       | Curta-metragem |
| 2014 | Os Maias                       | Maria Eduarda             |                |
| 2014 | Moto Anjos                     | Lilian                    |                |
| 2014 | Para Sempre Teu Caio F.        | ela mesma                 | Documentário   |
| 2015 | Meus Dois Amores               | Marias das Dores (Das Dô) |                |
| 2015 | Infância                       | Adalgisa                  |                |
| 2016 | Pequeno Segredo                | Jeanne                    |                |
| 2018 | Albatroz                       | Catarina Piselli          |                |
| 2022 | Maior Que o Mundo              | Maria João                |                |

## Prêmios e indicações
| Ano  | Premiação                                     | Categoria                                 | Nomeações                         | Resultado |
| ---- | --------------------------------------------- | ----------------------------------------- | --------------------------------- | --------- |
| 2004 | Prêmio Arte Qualidade Brasil - RJ             | Melhor Atriz Revelação                    | Cabocla                           | Venceu    |
| 2006 | Festival de Cinema e Vídeo de Cuiabá          | Melhor Atriz                              | O Diabo a Quatro                  | Venceu    |
| 2006 | Prêmio Contigo! de Cinema Nacional            | Melhor Atriz Coadjuvante                  | O Diabo a Quatro                  | Indicada  |
| 2008 | Prêmio Guarani de Cinema Brasileiro           | Melhor Atriz                              | Proibido Proibir                  | Indicada  |
| 2008 | Prêmio Contigo! de Cinema Nacional            | Melhor Atriz                              | Proibido Proibir                  | Indicada  |
| 2009 | Prêmio Arte Qualidade Brasil                  | Melhor Atriz em Série ou Projeto Especial | Aline                             | Indicada  |
| 2009 | Prêmio Quem                                   | Melhor Atriz de TV                        | Aline                             | Indicada  |
| 2009 | Festival Internacional de Cinema de Cartagena | Melhor Atriz Coadjuvante                  | Chega de Saudade                  | Venceu    |
| 2011 | Prêmio Arte Qualidade Brasil                  | Melhor Atriz Coadjuvante em Minissérie    | O Bem-Amado                       | Indicada  |
| 2013 | Prêmio Guarani de Cinema Brasileiro           | Melhor Atriz Coadjuvante                  | Xingu                             | Indicada  |
| 2014 | Prêmios Áquila                                | Melhor Atriz Principal                    | Os Maias: Cenas da Vida Romântica | Indicada  |
| 2015 | Cinema Bloggers Awards                        | Melhor Atriz                              | Os Maias: Cenas da Vida Romântica | Indicada  |
| 2015 | CinEuphoria Awards                            | Melhor Atriz                              | Os Maias: Cenas da Vida Romântica | Indicada  |
| 2015 | CinEuphoria Awards                            | Melhor Elenco                             | Os Maias: Cenas da Vida Romântica | Venceu    |
| 2022 | CCXP Awards                                   | Melhor Atriz Série (Brasil)               | Os Ausentes                       | Indicada  |